# V Congresso dei Soviet dell'Unione Sovietica
Il V Congresso dei Soviet dell'Unione Sovietica si tenne nel 1929. I bolscevichi ottennero 1196 seggi su 1675.

## Svolgimento delle elezioni
Le elezioni furono degne di nota per l'alta competitività e la presenza di elementi di 
opposizione. Nel Partito Comunista di tutta l'Unione (bolscevico), l'Opposizione di sinistra cercò di proporre candidati rivali contro quelli ufficialmente nominati dal partito, mentre all'esterno del partito la Chiesa ortodossa russa cercò di creare un'opposizione organizzata con candidati religiosi. Anche i kulaki, i tolstoiani e i battisti erano attivi nella campagna elettorale illecita contro i comunisti. I braccianti chiesero la creazione di "unioni di braccianti" su una posizione uguale a quella dei sindacati urbani, e gli operai urbani lamentarono che gli ufficiali del partito erano diventati una nuova classe privilegiata. La lotta etnica ed il supporto finanziario al Comintern fornito dal governo sovietico 
furono altre questioni sollevate contro i candidati ufficiali. Si tennero marce contro i candidati ufficiali e in alcune aree nelle province gli ufficiali del partito furono attaccati fisicamente.
Comunque, alla fine alle elezioni i candidati comunisti ottennero una larga maggioranza e l'opposizione non fece alcun progresso.